# واقعیت اجتماعی
واقعیت اجتماعی (به انگلیسی: Social Fact) در جامعه‌شناسی، ارزشها، هنجارهای فرهنگی و ساختارهای اجتماعی هستند که از فرد فراتر رفته و می‌توانند اعمال او را کنترل اجتماعی کنند. جامعه‌شناس فرانسوی امیل دورکیم این اصطلاح را تعریف کرد و باورمند بود رشته جامعه‌شناسی باید به عنوان مطالعه تجربی واقعیت‌های اجتماعی درک شود. از نظر دورکیم، واقعیت‌های اجتماعی «شامل شیوه‌های عمل، تفکر و احساس خارج از فرد است که با استفاده از قدرت اجبار او را کنترل می‌کنند.»

## واقعیت اجتماعی دورکیم
در قواعد روش جامعه‌شناسی دورکیم نظریه‌های جامعه‌شناسی را به عنوان «علم واقعیت‌های اجتماعی» مطرح کرد. او واقعیت‌های اجتماعی را «متشکل از بازنمایی‌ها و کنش‌ها» دانست که به این معناست که «نمی توان آنها را با پدیده‌های ارگانیک یا پدیده‌های فیزیکی اشتباه گرفت که جز در آگاهی فردی و از طریق آنها وجود ندارند.» دورکیم می‌گوید واقعیت اجتماعی چیزی است که بسیاری از مردم به‌طور مشابه انجام می‌دهند زیرا جامعه اجتماعی‌شده‌ای که به آن تعلق دارند آنها را در انجام این کارها تحت تأثیر قرار داده‌است.
دورکیم واقعیت اجتماعی را این گونه تعریف کرد:
"واقعیت اجتماعی هر گونه شیوه عملی است، اعم از ثابت یا غیرثابت، قادر به اعمال اجبار بیرونی بر فرد؛ یا:
که در کل یک جامعه، معین است و وجود خود را دارد، مستقل از جلوه‌های فردی آن است."
او آن را به عنوان یک ایده ملموس در نظر گرفت که بر زندگی روزمره افراد تأثیر می‌گذارد.
نمونه‌های دورکیم از واقعیت‌های اجتماعی شامل نهادهای اجتماعی مانند خویشاوندی و ازدواج، ارز، زبان، دین، سازمان سیاسی و همه نهادهای اجتماعی است که باید در تعاملات روزمره با سایر اعضای جوامع خود در نظر بگیریم. انحراف از هنجارهای چنین نهادهایی سبب می‌شود فرد در گروه غیرقابل قبول یا نامناسب باشد.
یکی از برجسته‌ترین آثار دورکیم، کشف «واقعیت اجتماعی» نرخ خودکشی بود. دورکیم با بررسی دقیق آمار پلیس از خودکشی در مناطق مختلف، نشان داد میزان خودکشی اجتماعات  کاتولیک کمتر از اجتماعات پروتستان است. او این امر را به علت «اجتماعی» (برخلاف فرد) نسبت داد. این امر پیشگامانه تلقی شد و همچنان تأثیرگذار است.
کشف دورکیم در مورد واقعیت‌های اجتماعی بسیار مهم بود زیرا نوید داد که مطالعه رفتار کل جوامع را ممکن می‌سازد نه فقط افراد خاص را. دورکیم به اقدامات فردی به عنوان نمونه یا بازنمایی انواع مختلف اقدامات در جامعه اشاره می‌کند. برخی از جامعه شناسان معاصر،  مفسر، جامعه‌شناسانی مانند ماکس اتکینسون و جک داگلاس به دو منظور متفاوت از مطالعات دورکیم اشاره می‌کنند، با این حال:
- مطالعات دورکیم نمایشی گرافیکی از میزان دقت پژوهشگر اجتماعی برای اطمینان از صحت اطلاعات گردآوری شده برای تجزیه و تحلیل است. اکنون مشخص شده‌است میزان خودکشی گزارش شده توسط دورکیم عمدتاً مصداق نحوه طبقه‌بندی مرگ و میرهای خاص توسط جوامع مختلف به عنوان "خودکشی" یا "غیرخودکشی" بوده‌است. آنچه او در واقع کشف کرد اصلاً "میزان خودکشی" متفاوت نبود - بلکه شیوه‌های متفاوت "فکر کردن در مورد خودکشی" بود.
- مطالعات او همچنین نقطه ورود به مطالعه معانی اجتماعی است - و راهی که اقدامات فردی ظاهراً مشابه را اغلب نمی‌توان به صورت تجربی طبقه‌بندی کرد. در این دیدگاه مدرن، "اقدامات" اجتماعی (حتی اقدام ظاهراً خصوصی و فردی به عنوان خودکشی)، همواره توسط "بازیگران" اجتماعی دیده می‌شود (و طبقه‌بندی می‌گردد). کشف واقعیت‌های اجتماعی در مورد چنین اقداماتی به‌طور کلی نه ممکن است و نه مطلوب - ولی کشف نحوه درک و طبقه‌بندی افراد از اعمال خاص چیزی است که بینش را ارائه می‌دهد. با پرسیدن وضعیت "کشف" ما از این ادراکات و طبقه‌بندی‌ها، یک عارضه دیگر ایجاد می‌شود. به هر حال، آیا چنین "کشفیاتی" "همچنین" شیوه‌های طبقه‌بندی اجتماعی را منعکس نمی‌کند؟ ولی اگر اکتشافات ادعایی ادراک از واقعیت‌های اجتماعی مشکوک نباشند، به سختی می‌توان فهمید چرا ادعاهای اصلی در مورد واقعیت‌های اجتماعی چنین هستند.[۶][۷]

## همچنین ببینید
- اثبات‌گرایی
- ایدئولوژی
- هژمونی

## پیوندهای بیرون
- واقعیت اجتماعی چیست؟ توسط Wayback Machine (بایگانی‌شده ۳ اکتبر ۲۰۱۲) از امیل دورکیم: قواعد روش جامعه‌شناسی, (ویرایش: استیون لوکز; ترجمه: دبیلو. د. هالس). نیویورک: Free Press, ۱۹۸۲, pp. ۵۰–۵۹.